# Désirée von Hohenzollern
Désirée von Hohenzollern (tên đầy đủ trong tiếng Đức: Désirée Margarethe Victoria Louise Sibylla Katharina Maria Prinzessin von Hohenzollern; sinh ngày 27 tháng 11 năm 1963, tại München, Đức) là một hậu duệ quý tộc Đức - Thụy Điển, thành viên vương tộc Hohenzollern và vương tộc Bernadotte. Bà là người con thứ hai của Vương tử Johann Georg von Hohenzollern và Công chúa Birgitta của Thụy Điển.

## Hôn nhân và con cái
Công nương Désirée kết hôn với Heinrich Franz Josef Georg Maria, Bá tước kế tục xứ Ortenburg tại Hechigen ngày 6 tháng 10 năm 1990. Bá tước Heirich sinh năm 1956 ở Bamberg, Đức. Ông là con trai của Alram, Bá tước xứ Ortenburg (1925-2007) và Agathe, Nữ Bá tước xứ Ortenburg. Công nương Désirée và Heinrich đã ly hôn năm 2002. Do cha của Heinrich qua đời ngày 6 tháng 8 năm 2007, ông trở thành Bá tước xứ Ortenburg mới và đồng thời cũng trở thành người đứng đầu Nhà Hohenzollern-Sigmaringen. Còn con trai ông, Carl-Theodor trở thành "Bá tước kế tục" mới.
Họ có với nhau 3 người con:
- Bá tước kế tục Carl-Theodor Georg Philipp Maria von Ortenburg (sinh ngày 21 tháng 2 năm 1992 tại Đức)
- Bá tước Frederik Hubertus Ferdinand Maria von Ortenburg (sinh ngày 7 tháng 2 năm 1995 tại Đức)
- Nữ bá tước Carolina Maria Franziska Christina Stephanie von Ortenburg (sinh ngày 23 tháng 3 năm 1997 tại Đức)

Désirée tái hôn với Eckbert von Bohlen und Halbach (sinh năm 1956) - con trai của Gustav Krupp von Bohlen und Halbach - tháng 11 năm 2004 tại Schloss Bruchsal.

## Danh hiệu và tước hiệu
- 27 tháng 11 năm 1963 – 6 tháng 10 năm 1990: Her Serene Highness Công nương Désirée xứ Hohenzollern.
- 6 tháng 10 năm 1990 – 2002: Her Serene Highness Nữ bá tước kế tục xứ Ortenburg, Công nương xứ Hohenzollern.
- 2002 – tháng 11 năm 2004: Her Serene Highness Công nương Désirée xứ Hohenzollern.
- tháng 11 năm 2004 – nay: Her Serene Highness Công nương Désirée xứ Hohenzollern, Phu nhân Eckbert von Bohlen und Halbach.